# 死の天使 (オラース・ヴェルネ)

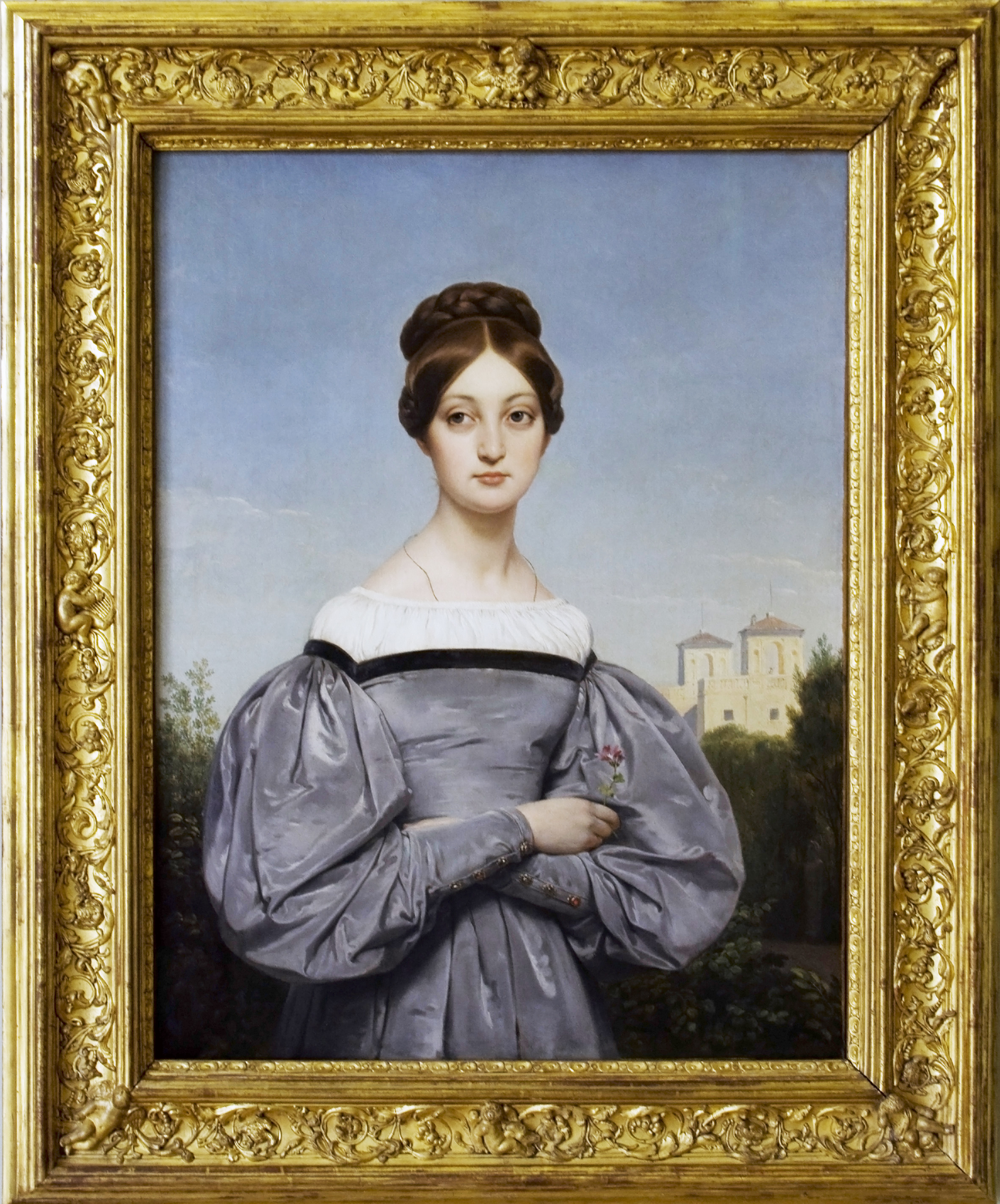
ヴェルネの1830年頃の肖像画『ルイーズ・ヴェルネの肖像』。ルーヴル美術館所蔵。

『死の天使』（しのてんし、仏: L'Ange de la mort, 英: Angel of the Death, 露: Ангел смерти）は、フランス新古典主義の画家オラース・ヴェルネが1851年に描いた絵画である。油彩。現在はロシア、サンクトペテルブルクのエルミタージュ美術館に所蔵されている。

## 主題
主題は死を司る天使によって昇天する女性である。人々に死の運命を告げる告死天使、あるいは死後の魂の導き手（プシュコポンポス）としての天使でよく知られているのは、13世紀の『黄金伝説』に描かれた聖母マリアの生涯に登場する大天使ミカエルである。それによると、マリアが72歳のときにミカエルが現れて、マリアの死を予告したといわれる。彼女が天使たちに導かれて天に昇ったのはその3日後であった（聖母被昇天）。死の天使はほかにもガブリエル、サリエル、アズライルなどが知られている。死の天使が西洋絵画で描かれるようになったのは主に19世紀のフランスあるいはイギリスのラファエル前派以降で、剣あるいは大鎌を持つ黒衣の天使として描かれている。

## 作品
1人の女性が黒衣の天使によってベッドから抱き起され、今まさに天に召されようとしている。天使は1対の立派な翼を備えているが、フードを深くかぶっているためにその表情を見ることは出来ない。女性は天使とは対照的に白い衣をまとっている。死を目前にした女性の瞳はうつろで、肌は生気がすっかり失われており、右手の指は彼女がこれから向かうであろう天を指さし、もう一方の手の指は地を指している。彼女の頭上には、天から一筋の光が落ち、周囲を明るく照らし出している。ベッドのそばで祈りを捧げている男は彼女の夫ないし父親であろう。画面奥には家庭用の祭壇があり、その上に置かれた祈祷書とイコンが女性の信仰の篤さをうかがわせる。イコンに描かれているのは聖母マリアである。聖母の心が7本の剣によって貫かれていることから、《七つの悲しみの聖母》のイコンであると分かる。またイコンには小さなランプが灯されている。

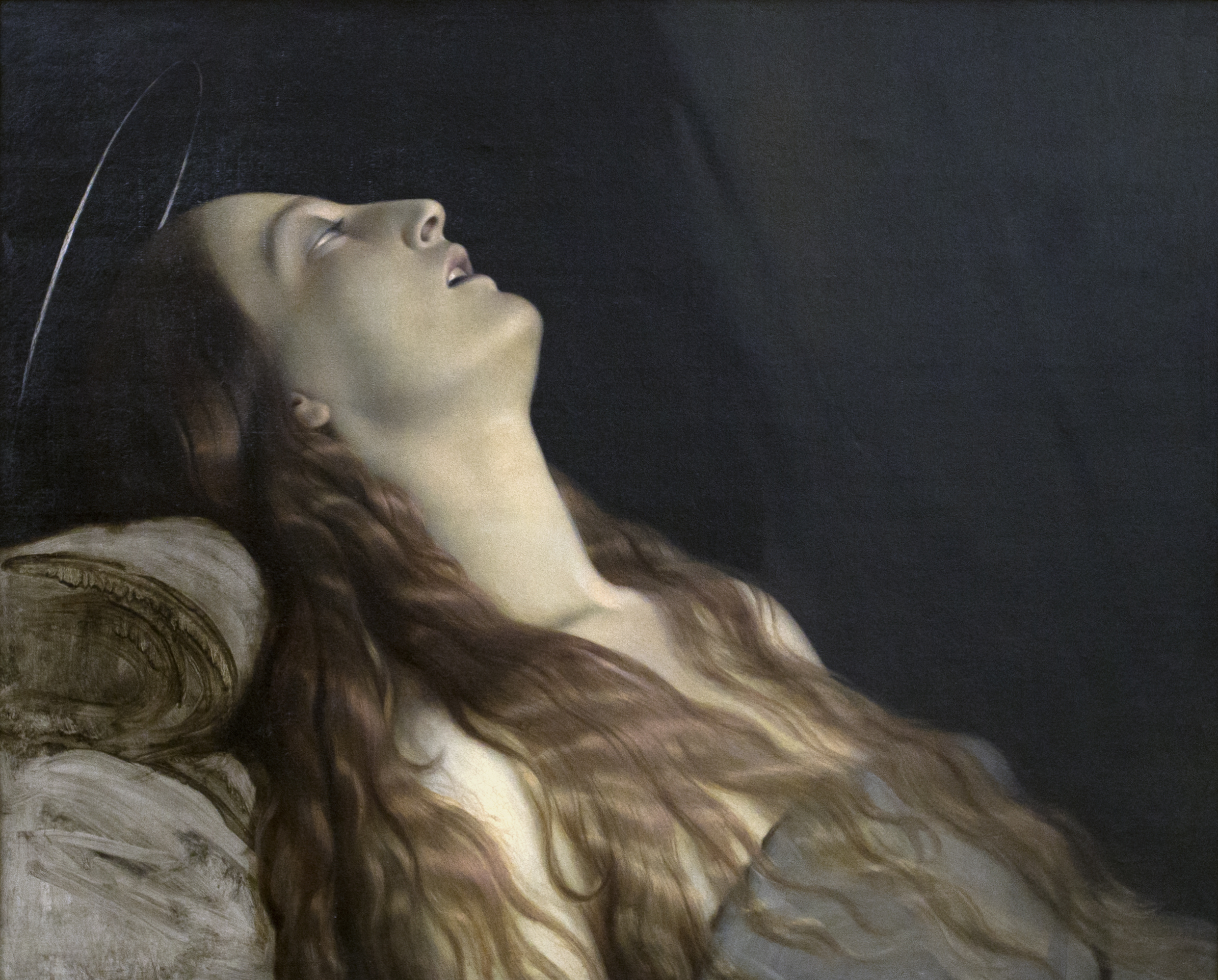
ドラローシュの1846年の絵画『死の床にあるルイーズ・ヴェルネ』。ナント美術館所蔵。

本作品は画家の娘ルイーズ・ヴェルネの死を寓意するものと考えられている。ルイーズが当時のフランスのアカデミックを代表する人気画家ポール・ドラローシュと結婚したのは1835年のことだった。ドラローシュは美しさと聡明さを兼ね備えたルイーズを熱心に愛したが、結婚生活は10年後の1845年、彼女の早すぎる死によって終わりを告げる。ルイーズの死に立ち直れないほどの衝撃を受けたドラローシュは『死の床にあるルイーズ・ヴェルネ』（La femme de l'artiste, Louise Vernet, sur son lit de mort, 1846年）を描いて、亡き妻に捧げている。

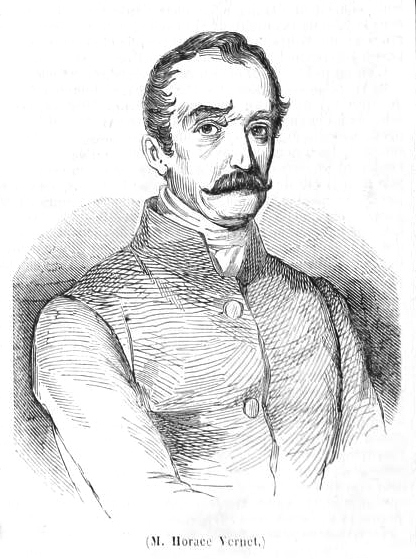
1844年頃のヴェルネ。

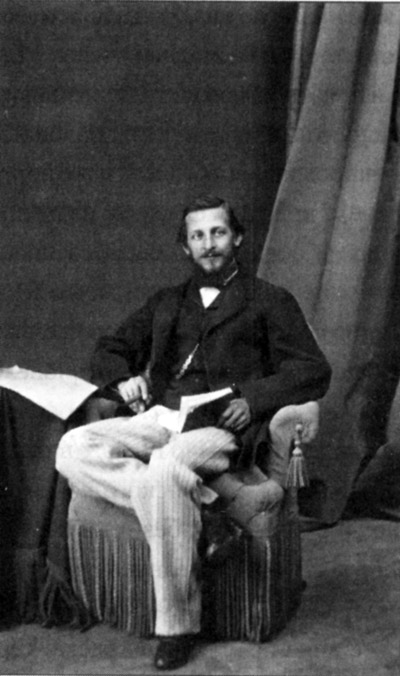
絵画を購入したクシェレフ・ベズボロドコ（1834—1862）。

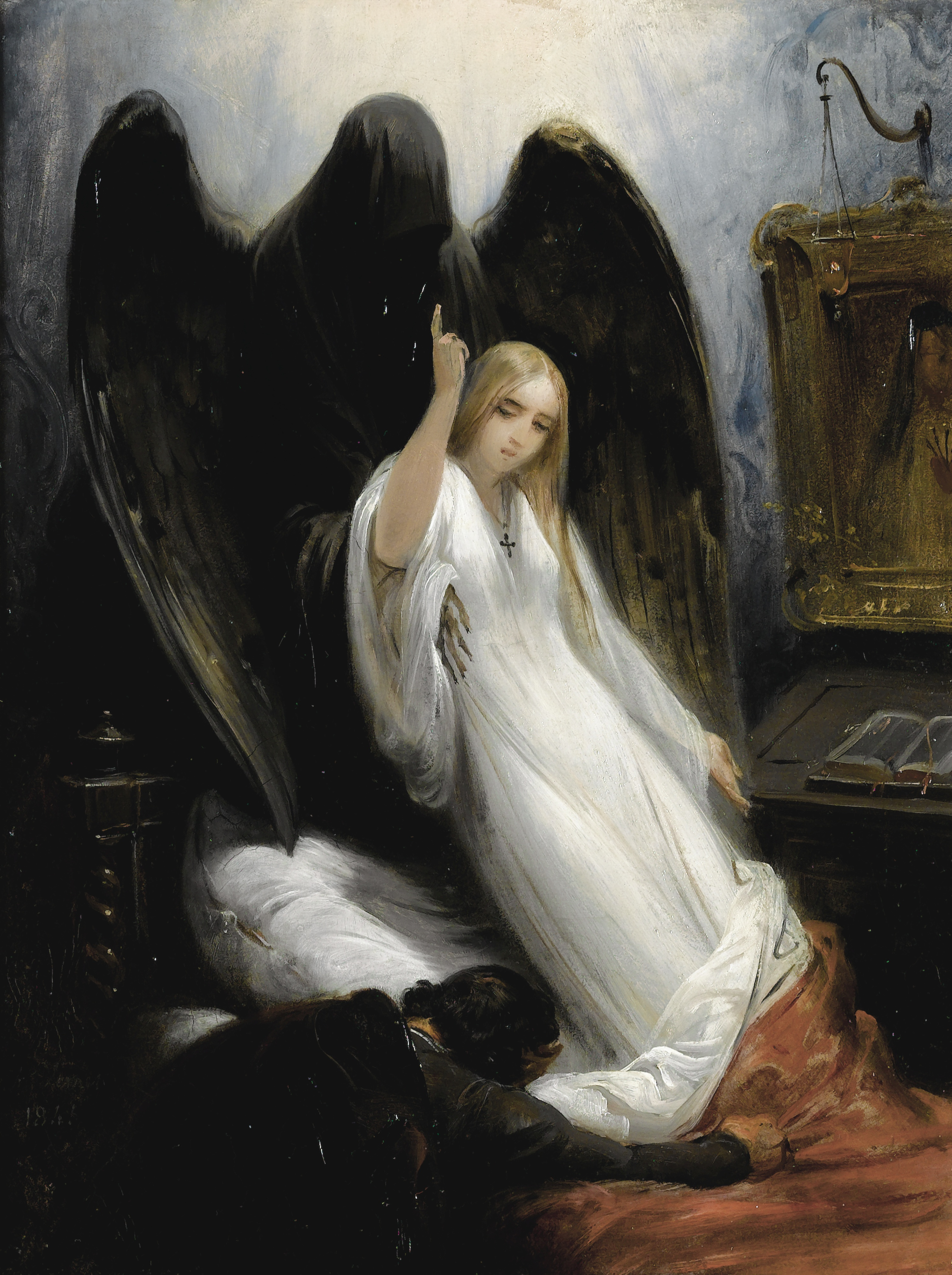
L'Ange De La Mort Ou La Jeune Fille Et La Mort(1841年)

オラース・ヴェルネが本作品を描いたのはルイーズの死の6年後である。ヴェルネがこの作品をどのようなタイトルで呼んだのかは知られていない。現在のタイトルは後からつけられたものであり、したがって本作品が娘ルイーズの死の寓意であるという確証はない。有力な根拠としては、白衣の女性の顔と女性の死を嘆く男の横顔がそれぞれルイーズと画家本人に似ていると、指摘されていることが挙げられる。
主題は感傷的であり、画家のロマン主義的傾向を示している。当時のアカデミックな絵画である新古典主義は厳格さの中にロマン主義的な感傷を秘めていた。例えばそれはピエール＝ナルシス・ゲランの絵画であり、ドミニク・アングルに指摘されるロマン主義的傾向であった。ヴェルネもまた新古典主義の画家として19世紀の様々な戦争を題材とした戦争画を制作したが、画家の名声が最も高まった1830年代から1840年代以降、ヴェルネのスタイルはアカデミックからロマン主義へと変化した。ヴェルネがこの主題を取り上げたのもちょうどその頃である。本作品にはルイーズの死よりも早い1841年の日付を持つヴァリアントが存在しており、画家は同じ主題・構図の絵画『死の天使、あるいは乙女と死』（L'Ange De La Mort Ou La Jeune Fille Et La Mort）を描いている。

## 来歴
本作品は1850年代後半にロシアの芸術家であり美術コレクターでもあったニコライ・アレクサンドロヴィッチ・クシェレフ・ベズボロドコによって購入された。ベズボロドコの死後、『死の天使』を含むコレクションはサンクトペテルブルクの帝国美術アカデミー（現在のサンクトペテルブルク美術大学）に寄贈され、絵画と彫刻からなる膨大なクシェレフスカヤ・ギャラリー（Kushelevskaya Gallery）を形成した。その後、ソビエト時代の私有財産の国有化により、1922年に美術アカデミーからエルミタージュ美術館に移管されて現在にいたっている。